# Михеев, Василий Михайлович
Василий Михайлович Михеев (1859, Иркутск — 1908, Ярославль) — русский прозаик, драматург, поэт и публицист, редактор.

## Биография
Родился 11 (23) июня (по другим данным 1 (13) января) 1859 года в Иркутске в семье богатого купца-золотопромышленника Михаила Васильевича Михеева (ум. 1869). Мать - Мария Павловна Михеева. Сестры и братья: Иннокентий, Степан, Мария, Елизавета, Клавдия, Александра.
Детство провёл в усадьбе отца, в которой ныне находится Областной кожно-венерологический диспансер. После окончания Иркутской гимназии переехал в Москву, поступил в Московское реальное училище, откуда был исключен «по неуспешности». 
Некоторое время жил, по делам отца, близ Олёкминска, на Ленских приисках. 
С начала 1884 года жил в Москве, где стал одним из основателей московского литературного кружка «Среды», учился в университете.
В 1893 (или 1896) году переехал с матерью в Ярославль, где прожил до конца жизни. Жил на Дворянской улице (ныне пр. Октября).
В 1898 году стал активным сотрудником появившейся здесь крупной частной газеты Эдуарда Фалька «Северный край», с 1902 года был её главным редактором. «Северный край» при Михееве был либеральной газетой, многие сотрудники которой считались у властей «неблагонадёжными». В середине 1904 года «Северный край» был приостановлен за критику командования армии во время Русско-японской войны. 1 января 1905 года хлопотами Михеева газета была возобновлена, но вскоре запрещена за объективное освещение Революции, а сам Михеев привлечён к уголовной ответственности. Принял участие в работе изданий-преемников «Северного края».

Карикатура на редакторскую деятельность Михеева

Был активным общественным деятелем в Москве и Ярославле. Принимал участие в работе учительских курсов под руководством Н. Бунакова. Возглавлял Общество вспомоществования учащим и учившим губернии, был попечителем одной из уездных начальных школ, содействовал основанию общедоступных Пушкинской и Некрасовской библиотек Ярославля, был председателем музыкально-драматического кружка, работал в юридическом обществе при Демидовском лицее.
Пропагандировал творчество Пушкина. К 100-летию поэта в 1899 году вышла его книга «Об Александре Сергеевиче Пушкине, великом писателе земли русской, о его жизни и сочинениях», бесплатно вручавшаяся в дни торжеств в Ярославле. Подарил ярославской Пушкинской библиотеке ряд книг.

 Василий Михайлович Михеев был добродушный, неимоверной толщины маленький человек с длинными волосами, с чисто русским лицом. Он был литератор из сибирских золотопромышленников. Появление Василия Михайловича вызывало везде и всегда единодушное удивление, улыбку, до того он был забавен своей толщиной. По улице он, бывало, катился, как большой мяч. Писатель он был из второстепенных, но любил свое ремесло очень, считал себя поэтом, народолюбцем, либералом (М. В. Нестеров, мемуары).

Лишь за одним столиком, занимая всю ширину его, сидел толстяк в сюртуке. Крахмальная салфетка, засунутая углом за воротник, покрывала его грудь. Огромная светло-русая борода была распущена веером по салфетке. Блестя золотыми очками и лоснясь лицом, толстяк жевал, чмокал, чавкал, посапывал. Столовая наполнялась, к нему подходили знакомые, он молча пожимал руки, продолжая жевать. Ужинали до позднего часа, но и когда все уже уходили, он всё так же сидел и ел. Я спросил, кто это. Мне ответили: “Писатель Михеев”. По юношеской наивности я счёл нужным притвориться, будто он мне известен" (В.Ходасевич, воспоминания о заседании Московского литературно-художественного кружка в 1902 г.).
В последние годы жизни болезнь приковала его к креслу. Умер 7 (20) мая 1908 года, похоронен в своей усадьбе Дмитриево, за Волгой, на кладбище погоста Спас-Преображенье Романово-Борисоглебского уезда.
В Ярославле была учреждена стипендия имени Михеева.

## Творчество
Впервые стихи напечатаны в 1882 году в Петербурге, в газете «Восточное обозрение». В 1884 году вышел сборник «Песни о Сибири». Автор с большим сочувствием рисует сибирских туземцев: крупный цикл «Песен о Сибири» составляют стихи, описывающие быт и нравы бурят, эвенков, якутов («Идолы», «Хамархан», «Песни бурята», «Дочери Мунко», «Омороча», «Северный олень»). Поэт не идеализирует аборигенов, изображая их бедственное положение, подчёркивает высокие нравственные качества – добродушие и гостеприимство, смелость, ум и твёрдость. Туземцы живут плохо вследствие их жестокого угнетения чужими и «своими» эксплуататорами – царскими чиновниками, купцами, шаманами, ламами. С сочувствием в стихах представлены декабристы и вообще политические ссыльные. Ряд текстов посвящены сибирским горнорабочим (стихотворения «Запевала», «Старая казарма», «Тяжелая опричина» и пр.). 
В молодые годы пишет в русле литературного народничества. В романе «Золотые россыпи», в духе Э. Золя, забитой, покорной рабочей массе противопоставляет образы сильных, смелых одиночек, уходящих в тайгу, чтобы стать разбойниками (Терентий Крозаков). Издал также сборники рассказов и повестей. Основные герои стихов и прозы Михеева в эти годы — сибирские рабочие, крестьяне-переселенцы, коренные народы Сибири. Впоследствии под влиянием В. Гаршина предается интеллигентской рефлексии, внутренним метаньям между стремлением к самопожертвованию, служению народу и жаждой успокоения в эстетизме, ряд произведений посвящено вопросу места искусства в обществе («Художники», 1894). 
Обращается к историческим темам. Роскошным изданием с иллюстрациями М. Нестерова, В. Сурикова и Е. Бём вышел в 1895 году его роман «Отрок-мученик. Угличское сказание», повествующий об Иоанне Чеполосове. В 1899 году вышла повесть «Колдунья Марина» об ярославской ссылке Марины Мнишек.  
На провинциальных и столичных сценах ставились драмы и комедии «Осень», «Тайга» (есть немецкий перевод), «По хорошей верёвочке», «Ложные итоги», «Мать», «Весенняя дума», «Дочь-невеста», «Гёте в Страсбурге», «Арсений Гуров». 
В журнале «Нива» были опубликованы его роман «Тихие дела», в котором он изобразил быт и нравы, идейные искания ярославской интеллигенции начала 1900-х гг. в связи с организацией учительских курсов, и историческая повесть «В пурпурном покое священного дворца». Остался неопубликованным законченный незадолго до смерти роман о ярославской жизни «В хорошей школе». Позднее творчество изучено слабо.
Будучи главным редактором "Северного края", публиковал в газете редакционные и публицистические статьи, статьи о политике, театре и литературе, иногда стихи и рассказы. Иногда появлялись его стихи, подписанные буквой «А» или полным псевдонимом "Ангарин". Постоянно вёл в газете рубрику «Театральное обозрение», ему же принадлежит раздел политического фельетона (за подписью «Ясновидец»). Систематически публиковал статьи на литературные темы, наиболее значительными из которых были: «Л. Н. Трефолев и его поэзия», «На проводах покойного Е.И. Якушкина», «Памяти Н. Ф. Бунакова», цикл «Дружеские беседы» (о Л. Толстом, В. Гаршине, Доливо-Добровольском и других деятелях русской культуры). Появлялись и рассказы писателя, печатавшиеся с продолжением во многих номерах («Весенняя быль», «Видение художника», «Страна красоты» и др.). 
Архив Михеева хранится в РГАЛИ. В Иркутске произведения входят в региональную школьную программу по внеклассному чтению.

## Сочинения
Отдельным изданием
- Песни о Сибири. — М., 1884.
  - Песни о Сибири: стихи / вступ. ст. и коммент. Б. И. Жеребцова. — Иркутск: ОГИЗ, Иркут. обл. изд-во, 1938. — 64 с.
- Золотые россыпи. Роман. — М., 1894.
  - Золотые россыпи: роман, рассказы, очерки / сост. и авт. послесл. Е. А. Куклиной. — Иркутск: Восточно-Сибирское книжное издательство, 1984. — 543 с. — (Литературные памятники Сибири). — 100 000 экз. В книгу вошли воспоминания о В. М. Гаршине «Посвящение», воспоминание «Учитель», рассказ «Миних», очерк «Художник в тайге».
- В семье и вне семьи. Рассказы. — СПб., 1895.
- Художники. Очерки и рассказы. — М., 1894.
- Отрок-мученик. Угличское сказание. — СПб.: Издание А. Ф. Маркса, 1895. — 132 с.

В периодике и сборниках
- По хорошей верёвочке. Народная комедия из сибирской жизни. — М., 1889.
- Осень. Комедия // Театральная библиотека. — 1891. — № 2.
- Дочь невеста. Комедия // Театральная библиотека. — 1891. — № 7.
- Арсений Гуров. Драма // Артист. — 1892. — № 1.
- Покушение. Рассказ // Труд. — 1895. — № 12.
- На Князь-озере // Русское богатство. — 1897. — № 4, 5.
- Нирвана.  Повесть // Литературное приложение к «Ниве». — 1897. — № 4, 5.
- Колдунья Марина. Историческая повесть. — Ярославль, 1899.
- На фабричной улице.  Рассказ // Русское богатство. — 1898. — № 10.
- На выставке.  Повесть // Русское богатство. — 1900. — № 1, 2.
- На «островах».  Повесть // Русское богатство. — 1900. — № 6.
- Рассказы. — М., 1902.
- Незаживающая рана.  Повесть // Русская мысль. — 1904. — № 12.
- В пурпурном покое священного дворца. Посмертная повесть // «Нива». — 1908. — № 26-38.
- Сочинения в «Северном крае».
- Учитель: Воспоминание // Писатели Восточной Сибири: учеб. хрестоматия для 5—6-х кл. общеобразоват. шк. — Иркутск, 2001. — С. 210—214.